# Júlio César Santos Correa
Júlio César Santos Correa, mais conhecido como Júlio César (São Luís, 18 de novembro de 1978) é um ex-futebolista brasileiro, naturalizado espanhol, que atuava como zagueiro.

## Carreira
Júlio César é um zagueiro que já atuou em diversos clubes entre eles Real Madrid, entre 1999 e 2000; Milan em 2001; Benfica em 2002.

## Títulos
Real Madrid
- Liga dos Campeões da UEFA: 1999–00[2]

FK Austria Wien
- Bundesliga: 2002/2003
- Austrian Cup: 2002/2003

Tigres UANL
- Interliga: 2005/2006

Olympiacos
- Greece Super League: 2006/2007, 2007/2008
- Greece Super Cup: 2007